# تفلق بوغوتا
مرعة بوغوتا (الاسم العلمي: Rallus semiplumbeus) (بالإنجليزية: Bogota Rail)‏ هي نوع من الطيور تتبع جنس المرعة من فصيلة المرعات.